# Chaetodipterus zonatus
La paguala peluquero o paguala del Pacífico (Chaetodipterus zonatus) es una especie de pez de la familia Ephippidae. Es nativo del Pacífico oriental, desde San Diego, California hasta Perú, incluidas las Islas Galápagos, donde se le conoce como Chambo.

## Descripción
C. zonatus tiene un cuerpo comprimido muy profundo con un hocico romo y un perfil inclinado y ligeramente cóncavo. Tiene una boca pequeña con el extremo posterior de la mandíbula que no pasa por delante del ojo. El tamaño máximo registrado fue de 65 cm pero más comúnmente alcanza una longitud de 25 cm.
Tienen seis barras negras en la cabeza y al costado del cuerpo, aunque en los adultos grandes pueden ser difíciles de ver. Su aleta dorsal es grande y muy retrasada en su cuerpo, la aleta anal es opuesta y de forma similar; ambos tienen espinas largas. Las aletas pectoral y pélvica son pequeñas y la aleta caudal es grande y semilunar. Las aletas son de color negro.